# Pinocchio in Outer Space
Pinocchio in Outer Space (Nederlands: Pinocchio in de ruimte) is een Amerikaans-Belgisch animatiefilm uit 1965. De film is gebaseerd op Pinokkio, maar deze film speelt zich af na die gebeurtenissen.

## Verhaal
De Blue Fairy verandert Pinokkio wegens zijn slecht gedrag terug in een houten pop. Vervolgens ontmoet Pinokkio een schildpad genaamd Nurtle. Nurtle denkt dat hij op de planeet Mars geland is. Pinokkio overtuigt hem dat hij op de verkeerde planeet is en samen vertrekken ze naar Mars. Op de terugweg worden ze opgegeten door Astro, een vliegende ruimtewalvis. Uiteindelijk geraakt Pinokkio heelhuids thuis, waarna hij als beloning voor zijn goed gedrag opnieuw in een echte jongen veranderd wordt.

## Stemverdeling
Hieronder volgt de originele, Engelstalige stemmencast.
| Acteur         | Personage             |
| -------------- | --------------------- |
| Peter Lazer    | Pinokkio              |
| Arnold Stang   | Nurtle de schildpad   |
| Conrad Jameson | G. Conlad Sharp       |
| Mavis Mims     | Blue Fairy            |
| Minerva Pious  | moeder van Blue Fairy |
| Jess Cain      | Gepetto               |
| Cliff Owens    | Groovy                |
| Kevin Kennedy  | extra stemmen         |
| Norman Rose    | extra stemmen         |

## Achtergrond

### Productie
Het verhaal van Pinokkio werd origineel geschreven door de Italiaanse schrijver Carlo Collodi, maar die overleed ruim voor deze film, waardoor er geen auteursrechten gelden. Daarnaast is Pinokkio in de animatiewereld vooral bekend van de Disneyfilm Pinokkio, maar wegens het sterk veranderde uiterlijk van dit animatiefiguren, kon Disney ook geen auteursrechten laten gelden. Twee Amerikaanse producers, Norm Prescott en Fred Ladd, gaven het Belgische Belvision de kans om hun eerste langspeelfilm te produceren. Het scenario en de geluidsbanden met de dialoog en achtergrondmuziek werden in de Verenigde Staten geproduceerd. De vormgeving van de personages en de decors werden in België uitgetekend.

### Muziek
Onderstaande nummers verschenen in deze film.
- The little toy shop van Robert Sharp
- Doin' the impossible van Robert Sharp
- Goody good morning van Arthur Korb

## Trivia
- In december 1965 liep er in het stripblad Tintin/Kuifje een gelijknamige strip van een onbekende tekenaar.[5] Het blad was eigendom van Raymond Leblanc, die eveneens het productiebedrijf Belvision bezat toen deze film geproduceerd werd.